# Championa elegans
Championa elegans är en skalbaggsart som beskrevs av Chemsak 1967. Championa elegans ingår i släktet Championa och familjen långhorningar. Inga underarter finns listade i Catalogue of Life.